# بریج‌تاون نورت (اوهایو)
بریج‌تاون نورت (به انگلیسی: Bridgetown North) یک منطقهٔ مسکونی در ایالات متحده آمریکا است که در شهرستان همیلتون، اوهایو واقع شده‌است. بریج‌تاون نورت ۸٫۷ کیلومتر مربع مساحت و ۱۲٬۵۶۹ نفر جمعیت دارد.